# Ushuaia (album)
Albums
10.000 luchtballonnen
(2015)
Ushuaia est le quinzième album studio du groupe féminin belge-néerlandaise K3. C'est le deuxième album de la nouvelle équipe de K3. L'album sort le 10 novembre 2016, son diffuseur est Studio 100. Il contient treize nouvelles chansons et douze anciennes chansons réenregistrées par les nouvelles membres. 
Trois singles sont sortis pour promouvoir l'album. Le premier single Ushuaia a été publié le 3 juin 2016. Iedereen K3 (Tout le monde K3) a été publié le 12 août 2016.
La couverture de l'album a causé beaucoup d'attention à cause du visage de Marthe De Pillecyn. Dans les premières photos publiées, son visage était changé lourdement à l'aide de Photoshop.
L'album a été classé no 1 en Belgique et no 3 aux Pays-Bas.

## Liste des titres
Toutes les chansons sont écrites et composées par Miguel Wiels, Peter Gilles, Alain Vande Putte.
| Ushuaia – CD 1 | Ushuaia – CD 1                                                   | Ushuaia – CD 1 | Ushuaia – CD 1 | Ushuaia – CD 1 | Ushuaia – CD 1 | Ushuaia – CD 1 | Ushuaia – CD 1 | Ushuaia – CD 1 | Ushuaia – CD 1 |
| No             | Titre                                                            | Durée          |                |                |                |                |                |                |                |
| -------------- | ---------------------------------------------------------------- | -------------- | -------------- | -------------- | -------------- | -------------- | -------------- | -------------- | -------------- |
| 1.             | Ushuaia                                                          | 3:45           |                |                |                |                |                |                |                |
| 2.             | Iedereen K3 (Tout le monde K3)                                   | 3:40           |                |                |                |                |                |                |                |
| 3.             | La La Loi                                                        | 4:55           |                |                |                |                |                |                |                |
| 4.             | Zwaartekracht (Gravité)                                          | 3:55           |                |                |                |                |                |                |                |
| 5.             | Love Boat Baby (Bateau d'amour, mon amour)                       | 2:56           |                |                |                |                |                |                |                |
| 6.             | Radio DJ                                                         | 3:35           |                |                |                |                |                |                |                |
| 7.             | Luchtkasteel op een roze wolk (Château volant sur un nuage rose) | 3:25           |                |                |                |                |                |                |                |
| 8.             | Sonny                                                            | 3:35           |                |                |                |                |                |                |                |
| 9.             | Zomercarnaval (Carnaval en été)                                  | 3:44           |                |                |                |                |                |                |                |
| 10.            | Boys                                                             | 2:57           |                |                |                |                |                |                |                |
| 11.            | Zoenfestijn (Fête des baisers)                                   | 3:38           |                |                |                |                |                |                |                |
| 12.            | Liefdesbrief (Lettre d'amour)                                    | 3:08           |                |                |                |                |                |                |                |
| 13.            | Droomprins (Le Prince charmant)                                  | 3:11           |                |                |                |                |                |                |                |
| 46:40          |                                                                  |                |                |                |                |                |                |                |                |

| Ushuaia – CD 2 | Ushuaia – CD 2                               | Ushuaia – CD 2 | Ushuaia – CD 2 | Ushuaia – CD 2 | Ushuaia – CD 2 | Ushuaia – CD 2 | Ushuaia – CD 2 | Ushuaia – CD 2 | Ushuaia – CD 2 |
| No             | Titre                                        | Durée          |                |                |                |                |                |                |                |
| -------------- | -------------------------------------------- | -------------- | -------------- | -------------- | -------------- | -------------- | -------------- | -------------- | -------------- |
| 1.             | De Wereld van K3 (Le Monde de K3)            | 3:49           |                |                |                |                |                |                |                |
| 2.             | Liefdeskapitein (Capitaine d'amour)          | 4:40           |                |                |                |                |                |                |                |
| 3.             | Superhero (Super-héros)                      | 4:55           |                |                |                |                |                |                |                |
| 4.             | Loko Le                                      | 3:35           |                |                |                |                |                |                |                |
| 5.             | De Revolutie (La Révolution)                 | 3:56           |                |                |                |                |                |                |                |
| 6.             | De Politie (La Police)                       | 4:35           |                |                |                |                |                |                |                |
| 7.             | Leonardo                                     | 3:29           |                |                |                |                |                |                |                |
| 8.             | Kusjesdag (Journée des baisers)              | 4:15           |                |                |                |                |                |                |                |
| 9.             | Hippie Shake (La Danse des hippies)          | 3:34           |                |                |                |                |                |                |                |
| 10.            | Je Hebt Een Vriend (Tu as un ami)            | 3:57           |                |                |                |                |                |                |                |
| 11.            | De Drie Biggetjes (Les Trois Petits Cochons) | 3:28           |                |                |                |                |                |                |                |
| 12.            | Hallo K3 (Bonjour K3)                        | 3:15           |                |                |                |                |                |                |                |
| 47:46          |                                              |                |                |                |                |                |                |                |                |